# Sarnów (Gliwice)
Pour les articles homonymes, voir Sarnów.
Sarnów est une localité polonaise de la gmina de Toszek, située dans le powiat de Gliwice en voïvodie de Silésie.